# Rathaus (Neuses an den Eichen)

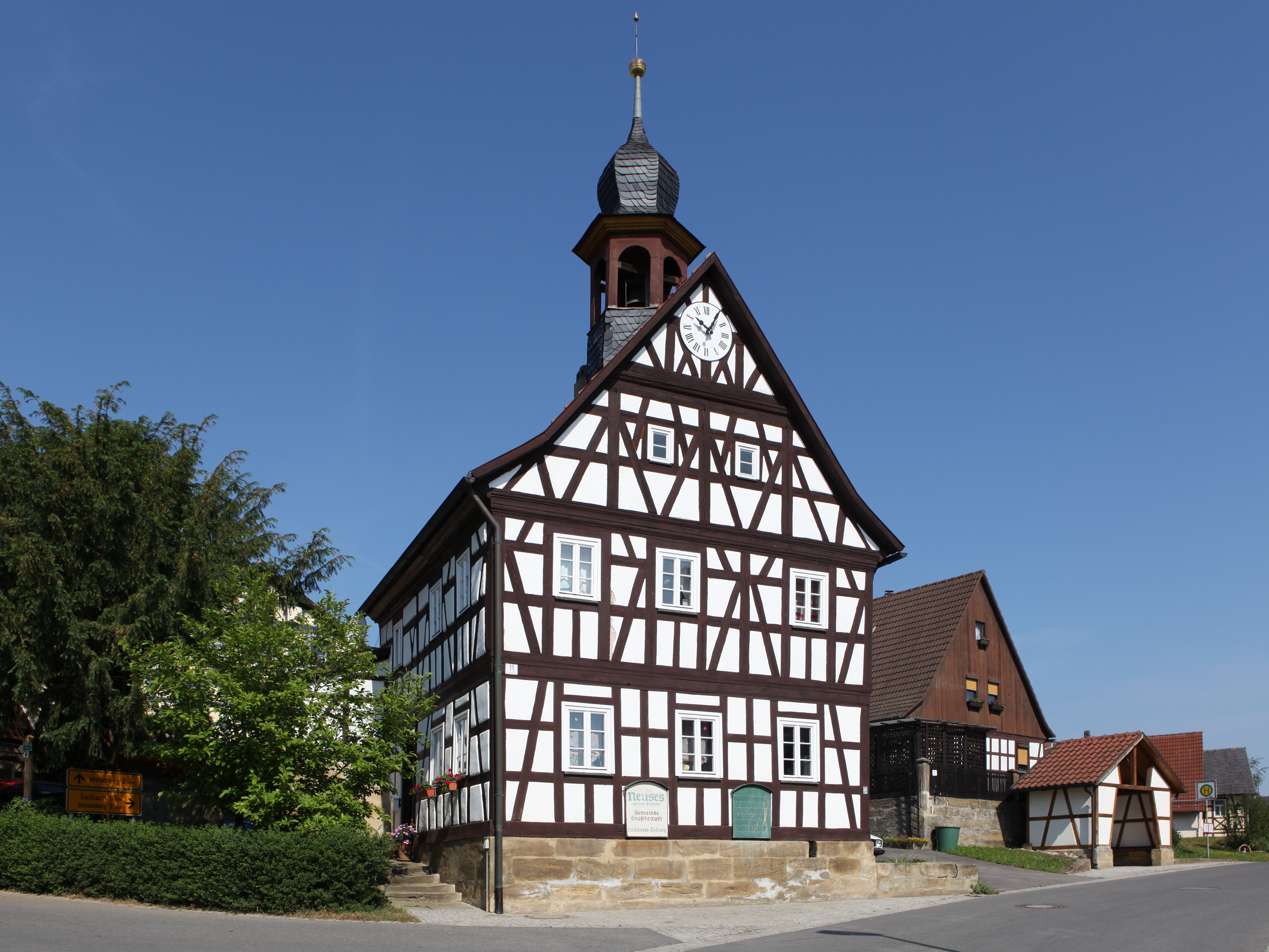
Ehemaliges Rathaus in Neuses an den Eichen

Das Rathaus in Neuses an den Eichen, einem Ortsteil der Gemeinde Großheirath im oberfränkischen Landkreis Coburg in Bayern, wurde in der ersten Hälfte des 18. Jahrhunderts  errichtet. Das ehemalige Rathaus an der Rossacher Straße 11 ist ein geschütztes Baudenkmal. 
Der zweigeschossige Satteldachbau in Fachwerkbauweise steht auf einem Sandsteinsockel. Er wird von einem offenen Dachreiter mit Glocke und Zwiebelhaube bekrönt. Unter der Giebelspitze ist eine Uhr angebracht.